# 澜沧乌蔹莓
澜沧乌蔹莓（学名：Cayratia timoriensis var. mekongensis）是葡萄科乌蔹莓属南亚乌蔹莓的变种。分布于中国大陆的云南等地，生长于海拔1,100米至1,200米的地区，常生于山谷林中，目前尚未由人工引种栽培。